# 后髮座FM
后髮座FM，又名BD+26 2326，HD 107131、SAO 82237、HR 4684，是后髮座的一颗恒星，视星等为6.48，位于銀經219.89，銀緯82.67，其B1900.0坐标为赤經12h 13m 59.5s，赤緯+26° 82.67′ 50″。